# Tony Harrison (boxe anglaise)
Tony Harrison est un boxeur américain né le 6 septembre 1990 à Detroit, Michigan.

## Carrière
Passé professionnel en 2011, il devient  champion du monde des poids super-welters WBC le 22 décembre 2018 en battant aux points Jermell Charlo mais perd le combat revanche par KO au 11e round le 21 décembre 2019.